# Servizio universale
Il servizio universale definisce il livello minimo di qualità che un servizio di pubblica utilità erogato da un gestore pubblico o privato deve garantire alla totalità di utenti. L'obbligo di servizio universale vige anche qualora assicurare il livello minimo non sia economicamente conveniente per il gestore: a tale scopo di norma sono previsti opportuni meccanismi di compensazione, anche a carico della finanza pubblica. 
Il diritto dell'Unione europea individua i servizi che prevedono obblighi di servizio universale nell'erogazione di energia elettrica e nel settore delle telecomunicazioni. I singoli ordinamenti nazionali recepiscono tali norme, che possono eventualmente essere estese all'erogazione di ulteriori servizi. In Italia la fattispecie del servizio universale è stata introdotta con il dal D.P.R. 19 settembre 1997, n. 318.
Il concetto di servizio universale è previsto anche al di fuori dell'Unione europea, ad esempio in Svizzera.

## Ambito di applicazione
Le norme europee stabiliscono che la libera determinazione delle tariffe relative alle leggi sul servizio universale e nei settori sottoposti alla vigilanza delle authority durante la fase di transizione verso il mercato libero, debba essere realizzata nei rispetto dei criteri di orientamento al costo (copertura dei costi sostenuti per la prestazione oltre a un ragionevole margine di profitto); trasparenza (diritto degli utenti di essere informati preventivamente in merito alle tariffe); non discriminazione (uguale trattamento in situazioni equivalenti).

### Telecomunicazioni
In base alla legge n. 481/1895 art. 2, co. 18, l'Agcom ha determinato con delibera 171/99 i servizi telefonici di fonia vocale sottoposti al regime del tetto al prezzo.

#### Telecom Italia S.p.A.
In Italia comporta una serie di obblighi a carico dell'operatore con la maggior quota di mercato o incumbent (Telecom Italia), che vengono annualmente rimborsati dallo Stato al gestore privato, qualora dall'espletamento di tali obblighi derivino oneri iniqui per l'azienda.
Tra questi:
- l'allacciamento alla linea telefonica di chiunque ne faccia richiesta (servizio universale di fonia vocale);
- la fornitura di elenchi telefonici cartacei;
- la copertura del territorio con cabine telefoniche pubbliche;
- la fornitura di un collegamento Internet con velocità di trasmissione minima di 2 400 bit/s.

L'ultimo articolo non sempre è applicato nei tratti di rete coperti da vecchi apparati quali MUX e UCR.
A Telecom Italia lo Stato dovrebbe rimborsare, per il servizio universale (dati riferiti all'anno 2006):
- 9,97 milioni per il servizio di fonia vocale;
- 27,28 milioni per il servizio di telefonia pubblica;
- 9,04 milioni per servizi di fonia a categorie agevolate di clienti.

Tuttavia, in virtù dei benefici che Telecom Italia ricava da questa condizione di fornitore del servizio universale, lo Stato riconosce a Telecom Italia solamente una parte, pari a circa 70 000 euro.
In verità, il rimborso degli oneri derivanti dal servizio universale non avviene con risorse proprie dello Stato, ma attraverso il Fondo per il finanziamento del costo netto degli obblighi del servizio universale a cui contribuiscono tutti gli operatori che usufruiscono delle reti pubbliche di telecomunicazioni (la stessa Telecom Italia, Vodafone, Wind, Fastweb, TeleTu, BT Italia, ecc.).
Alcuni paesi europei, come Svizzera, Spagna e Finlandia hanno dichiarato la banda larga servizio universale.
Attualmente la materia in tema è disciplinato dal D. Lgs. 1º agosto 2003, n. 259 ("Codice delle comunicazioni elettroniche"), in particolare Capo IV dall'art.53 all'art. 85.

#### Rai Radiotelevisione Italiana S.p.A.
Il servizio pubblico generale radiotelevisivo con obblighi di servizio universale è affidato in concessione per cinque anni a RAI S.p.A. a decorrere dal 7 marzo 2018 sulla base di un contratto di servizio (2018-2022) con il Ministero dello Sviluppo Economico. Il servizio pubblico generale è finanziato dal canone Rai.

### Comunicazioni postali
Il servizio universale per le comunicazioni postali è affidato in gestione a Poste Italiane per 15 anni (Art. 23-Norme Transitorie), con un costo annuo di 372 milioni nel 2009, 364 nel 2010, 357 nel 2011, a fronte di costi pari al doppio di tali cifre. 349,88 milioni di euro il valore del Contratto di Servizio per il 2012, sebbene nuovamente tale attività sia costata 704 milioni.
Il decreto recepiva la Direttiva 97/67/CE concernente "Regole comuni per lo sviluppo del mercato interno dei servizi postali comunitari e per il miglioramento della qualità del servizio".
Per il 2009, è però prevista una direttiva europea di liberalizzazione dell'intero settore.

### Comunicazioni ferroviarie

#### Nel diritto dell'Unione europea
Nel diritto comunitario, il servizio universale nel settore del trasporto passeggeri fu sancito per la prima volta con il regolamento n. 1191/69, poi modificato dal n. 1893/1991. La norma prevede che le competenti autorità degli Stati membri possano mantenere o imporre obblighi di servizio pubblico per i servizi urbani, extraurbani e regionali di trasporto passeggeri (art. 1, c. 5).

La gestione del trasporto relativa alla copertura degli obblighi di servizio pubblico deve essere oggetto di una contabilità separata, secondo oneri determinati preventivamente, in modo trasparente, strettamente necessari alla copertura dei costi, al fine di non essere qualificabili come aiuti di Stato. Le imprese sono tenute a operare con un proprio patrimonio, bilancio e contabilità interna distinti da quelli dello Stato (direttiva n. 440/1991, artt. 4-5).
Distintamente dall'obbligo di servizio universale, lo stesso regolamento n. 1191/1969 attribuisce alle autorità degli Stati membri la facoltà di stipulare contratti di servizio pubblico per assicurare i cosiddetti "servizi di trasporto sufficienti", individuati tenendo conto dei fattori sociali, ambientali o di assetto del territorio o per offrire particolari condizioni tariffarie a determinate categorie di passeggeri (art. 1, c. 4).

#### In Italia
Il servizio universale per i collegamenti ferroviari nazionali per passeggeri è affidato in gestione a Trenitalia S.p.A., con un costo di 239 milioni di euro per il 2009, 252 milioni di euro per il 2010, 242 milioni di euro per il 2011
, 220 milioni per il 2012, che non coprono però interamente i costi del servizio, motivo per cui Trenitalia ha aggiunto risorse proprie per 115 milioni di euro nel 2010 e 134 milioni nel 2011.
Per il 2013 il valore del Contratto di Servizio è ammontato a 242,92 milioni di euro.
Il servizio è regolato da un Contratto di Servizio (2009-2014) con il Ministero dello Sviluppo Economico.
Per il 2012, il Contratto di Servizio con lo Stato prevede che Trenitalia effettui giornalmente 86 collegamenti con treni di categoria Intercity, 24 collegamenti Treni Notte e 10 collegamenti attraverso bus.
Il Servizio Universale Regionale è frutto di un apposito Contratto di Servizio tra Trenitalia (o altri operatori, tra cui Trenord, Eav, ecc.) e le varie regioni o province autonome, con l'eccezione che per le regioni autonome Valle d'Aosta, Sardegna e Sicilia, in cui dipende da un accordo tra ciascuna di queste regioni e il Ministero delle infrastrutture e dei trasporti, che a sua volta lo affida a un privato.
Il servizio universale per i collegamenti ferroviari merci è nuovamente affidato a Trenitalia S.p.A., regolato da un Contratto di Servizio (2009-2014) che è ancora in corso di perfezionamento per il triennio 2012-2014. Attualmente i costi per lo Stato sono stati pari a 110,9 milioni nel 2009, 128 milioni per il 2010, 128 milioni per il 2011.
L’articolo 37, comma 2, lettera e), del decreto-legge 6 dicembre 2011, n. 201, stabilisce la possibilità di definire diritti specifici anche per i passeggeri dell'Alta Velocità, oltre ai più noti diritti del trasporto regionale: i passeggeri in possesso di “abbonamenti” possono esigere nei confronti dei gestori dei servizi ferroviari ad Alta Velocità.

La Delibera n. 45 del 14 aprile 2016 (allegato A) è stata storicamente la prima applicazione del potere dell'authority di definire diritti minimi per i cittadini. Il documento definisce le Misure concernenti il contenuto minimo degli specifici diritti che i passeggeri in possesso di “abbonamenti” possono esigere nei confronti dei gestori dei servizi ferroviari ad Alta Velocità.

### Comunicazioni marittime
Il servizio universale per le comunicazioni marittime nazionali è affidato a Tirrenia di Navigazione S.p.A. sulla base della legge 20 novembre 2009, n. 166 per il periodo 2010-2018 per un totale di 72,68 milioni all'anno.
Il servizio universale per le comunicazioni marittime regionali per la navigazione tra Campania, Sicilia, Sardegna, Toscana e le proprie rispettive isole, dal 2010 al 2022, sono affidate rispettivamente a Caremar (29,86 milioni annui), Siremar (55,69), Saremar (13,68), Toremar (13).

### Comunicazioni aeree[20][21]
Il servizio universale per il trasporto aereo è normato dal Regolamento Europeo 1008/2008, il quale dispone che i vari Stati membri comunichino alla Commissione europea la propria volontà di imporre gli oneri del servizio pubblico su determinate rotte: ciò è consentito nel caso in cui queste siano poco frequentate, la popolazione di una regione non sia adeguatamente collegata al resto del territorio nazionale o per favorire lo sviluppo economico di un'area geografica.
Con tale adempimento, i vari vettori vengono a conoscenza di questa circostanza e possono dunque proporre ai vari Stati il proprio interesse a effettuare voli su quella rotta aerea, senza oneri per la finanza pubblica.
Nel caso in cui nessun vettore si mostri interessato, allora gli Stati bandiscono una gara europea per l'affidamento in esclusiva per quattro anni del servizio di collegamento aereo. Il vincitore riceverà quindi un corrispettivo per l'effettuazione dei voli sulla rotta aerea.
Per alcune tratte, solamente alcune categorie di passeggeri e solamente per certi periodi dell'anno vigono gli oneri e gli obblighi di servizio pubblico.
Secondo quanto contenuto nella ricerca L'applicazione degli oneri di servizio pubblico al trasporto aereo condotta nel 2004 da Baccelli e Siciliano, ogni anno lo Stato Italiano spende circa 70 milioni di euro per garantire i collegamenti aerei in regime di servizio universale, esclusi i fondi che ogni regione può erogare al vettore.
In base a quanto riportato sul sito internet Enac (vedi qui) sono oggetto di servizio pubblico le seguenti rotte.

#### Sardegna
- Alghero - Roma Fiumicino/Milano Linate v.v.
- Cagliari - Roma Fiumicino/Milano Linate v.v.
- Olbia - Roma Fiumicino/Milano Linate v.v

Operate da ITA Airways
senza esclusiva e senza contribuzione statale.
Sono in corso di aggiudicazione le gare per le relazioni:
- Cagliari - Bologna
- Cagliari - Torino
- Cagliari - Verona
- Cagliari - Napoli
- Olbia - Bologna
- Olbia - Verona

#### Sicilia
- Pantelleria - Palermo v.v.
- Lampedusa - Palermo v.v.
- Lampedusa - Catania v.v.
- Pantelleria - Trapani v.v.

Operate da DAT con contribuzione dello Stato Italiano (2/3) e della Regione Siciliana (1/3).

#### Toscana
- Isola d'Elba Marina di Campo - Firenze/Milano Linate v.v.

Operate da Silver Air s.r.o.

### Fornitura di servizi

#### Energia elettrica
Il servizio universale per la fornitura di energia elettrica è definito dall'Autorità per l'energia elettrica e il gas che indica alle imprese di distribuzione quali sono le condizioni standard di erogazione del servizio che devono essere rispettate: gli oneri che sopportano per garantire questi obblighi sono rimborsati alle imprese dalla Cassa conguaglio per il settore elettrico.
La direttiva n. 54/2003 (poi 2009/72/CE), art. 3, sancisce il diritto alla fornitura di elettricità e gas per le utenze civili di una qualità specifica e a prezzi ragionevoli, facilmente e chiaramente comparabili e trasparenti. Gli Stati membri hanno facoltà di estendere tale diritto alle piccole imprese, identificando eventualmente un fornitore di ultima istanza. La società di distribuzione hanno l'obbligo di contrarre con i clienti a tariffe regolate.

La stessa norma stabilisce che gli operatori nei settori dell'energia e del gas possano essere sottoposti ad obblighi in tema di sicurezza, regolarità, qualità, prezzo delle forniture e la tutela ambientale (inclusi l'efficienza energetica e la protezione del clima). L'autoproduzione energetica è libera, fatti salvi gli obblighi di interesse economico generale che devono essere definiti, trasparenti, non discriminatori e verificabili.
Il Regolamento n. 1128/2003 disciplina l'accesso alla rete per gli scambi transfrontalieri di elettricità. Gli oneri di interconnessione sono ripartiti fra gestore della rete di trasmissione italiano ed estero, che li ribaltano agli utenti sulla base dei costi effettivamente sostenuti (purché riconducibili ad una gestione efficiente) e non calcolandoli in funzione della distanza delle utenze servite. Per risolvere i problemi di congestione della rete, i gestori adottano sistemi di scambio delle informazioni e di coordinamento, basati su stime della capacità disponibile giornaliera. Si impegnano a riassegnare ad altri punti della rete la capacità non utilizzata, decurtando la transazioni energetiche nei soli casi di emergenza.
Le imprese integrate verticalmente che forniscono meno 100.000 clienti allacciati o che forniscono piccoli sistemi isolati di elettricità possono essere dispensate dall'obbligo di avere un gestore della rete di trasmissione separato dal soggetto che si occupa delle attività di generazione e vendita. Nel solo caso del gas, era prevista la possibilità di costruire linee dirette a servire clienti idonei, indipendenti dalla rete di trasmissione e distribuzione nazionale, pur potendo entrare in funzione su richiesta del GRTN.

#### Gas naturale
La direttiva n. 55/2003 (poi 2009/73/CE), statuiva che nel mercato interno e nei casi di importazione tutti i clienti avevano diritto ad accedere alla rete di trasmissione e di distribuzione in base a tariffe pubblicate, Il diniego dell'autorizzazione all'accesso del cliente può essere motivato solamente dalla mancanza di capacità di rete.  Come opzione residuale, il servizio universale viene garantito alle imprese non tutelate dagli Stati membri tramite la facoltà di costruire linee dirette, autorizzate, complementari rispetto al sistema interconnesso e realizzate per servire clienti idonei, ad esempio nei casi in cui al rifiuto dell'accesso al sistema abbia avuto seguito una procedura di risoluzione delle controversie.
Oltre all'accesso alle reti di trasmissione distribuzione regolato in base a tariffe pubblicate, le imprese di gas naturale potevano acedere alle reti upstream e i soli clienti idonei allo stoccaggio.

### Trasporto pubblico locale
La legge n. 448/2001 stabilisce che i prezzi nei servizi pubblici locali sono determinati dalle regioni, ove possibile, in analogia a quanto previsto dalla legge n. 481/1995, dunque al metodo del tetto al prezzo (pareggio dei costi e mark-up).

## In Svizzera
Il 18 novembre 2019, la Commissione federale delle comunicazioni ComCom ha affidato in regme di concessione a Swisscom la fornitura del servizio universale delle telecomunicazioni per il territorio elvetico. L'accordo definisce come banda larga una connessione di 10 megabit/secondo in download e di 1 megabit/s in upload, da fornirsi mediante tecnologia IP. Impone la garanzia di queste velocità minime e la fornitura del servizio "in modo affidabile e finanziariamente accessibile a tutte le cerchie della popolazione in tutte le regioni del Paese".